# Prince (Virginia Occidental)
Prince es un lugar designado por el censo ubicado en el condado de Fayette en el estado estadounidense de Virginia Occidental. En el Censo de 2010 tenía una población de 116 habitantes y una densidad poblacional de 22,19 personas por km².

## Geografía
Prince se encuentra ubicado en las coordenadas 37°51′22″N 81°5′10″O / 37.85611, -81.08611. Según la Oficina del Censo de los Estados Unidos, Prince tiene una superficie total de 5.23 km², de la cual 4.73 km² corresponden a tierra firme y (9.42%) 0.49 km² es agua.

## Demografía
Según el censo de 2010, había 116 personas residiendo en Prince. La densidad de población era de 22,19 hab./km². De los 116 habitantes, Prince estaba compuesto por el 99.14% blancos, el 0% eran afroamericanos, el 0% eran amerindios, el 0% eran asiáticos, el 0% eran isleños del Pacífico, el 0% eran de otras razas y el 0.86% pertenecían a dos o más razas. Del total de la población el 0.86% eran hispanos o latinos de cualquier raza.